# Игор Нето
Игор Александрович Нето (Москва, 9. јануар 1930. — 30. март 1999)  био је совјетски фудбалер, сматран једним од најбољих совјетских фудбалера икада. Почео је да игра у одбрани, али се због његовог офанзивног менталитета, дриблинга и техничких способности претворио у динамичног централног везног играча. Његова свестраност и фудбалска интелигенција омогућили су му да игра више позиција у одбрани и везном реду.

## Каријера
Био је капитен фудбалске репрезентације СССР-а од 1952. до 1965. Водио је земљу до златне медаље на Летњим олимпијским играма 1956. и титуле на првом европском првенству 1960. године. Пропустио је све мечеве осим једног меча на ФИФА-ином светском првенству 1958. због повреде, а такође је одиграо и сва четири меча на ФИФА-ином светском првенству 1962. када је Совјетски Савез стигао до четвртфинала. Укупно је сакупио 54 утакмице и четири гола за национални тим.